# Svarttjärnen (Bodsjö socken, Jämtland, 695565-145286)
Svarttjärnen är en sjö i Bräcke kommun i Jämtland och ingår i Ljungans huvudavrinningsområde.